# Tour Iberdrola
La  Tour Iberdrola  est un gratte-ciel de 165 mètres de hauteur dont la construction a débuté à Bilbao le 19 mars 2007 et s'est terminée durant le premier trimestre 2011.
Ce gratte-ciel remplace le projet de la Tour Foral. Ce projet aux caractéristiques semblables, est destiné à regrouper dans un même bâtiment tous les bureaux de la Députation forale de Biscaye. L'ancien projet avait finalement été abandonné en 2003, son coût ayant été jugé trop élevé.

## Description
L'architecte argentin spécialisé en architecture verticale, César Pelli, le même que l'ex Torre Foral, est aussi l'auteur des Tours Petronas de Kuala Lumpur (452 mètres) ou de la Tour de Cristal de Madrid (249 mètres), la seconde plus haute d'Espagne.
La tour fait 165 mètres de hauteur répartis sur 41 étages et 50 000 m2, avec une forme de triangle isocèle et les côtés légèrement bombés. Elle est située dans la parcelle 204 du PERI d'Abandoibarra, dans le secteur de Abando, où l'on trouve la plupart des édifices à bureaux de la ville.
La tour est entièrement consacrée aux bureaux puisque, depuis le 17 octobre 2008, l'actionnariat du bâtiment a évolué. Premièrement avec l'achat par Iberdrola de 50 % ce que possédait l'entreprise constructrice  Promotora Vizcaína, en obtenant de cette manière 100 % du bâtiment, et postérieurement en vendant 33 % à la banque biscaïenne BBK. De cette manière le projet d'installer un hôtel 4 étoiles de la chaîne  Abba  dans les six premiers étages du gratte-ciel est totalement abandonné. Le reste du projet continue sans changement, avec dix étages dans lesquels on installera la société Iberdrola elle-même, et dans lesquelles elle établira son siège central (actuellement au nº8 de la rue  Cardenal Gardoqui ), et le reste sera commercialisé comme bureaux en location.
Le bâtiment était à la fin 2009 le plus haut de la ville, dépassant la Tour Banco de Biscaye de 85 mètres, ainsi que celle de sa communauté autonome, dépassant la Tour de la BEC de 98 mètres, bien que la hauteur n'ait pas été officielle tant qu'elle n'était pas totalement construite et en fonctionnement avant 2011.
Un héliport de 18 mètres de diamètre, le premier situé dans un bâtiment privé de Biscaye, achèvera le bâtiment le plus haut du Pays basque, étant uniquement utilisé pour des vols sanitaires ou d'urgence.